# Pelleport (métro de Paris)
Pour les articles homonymes, voir Pelleport.
Pelleport est une station de la ligne 3 bis du métro de Paris, située dans le 20e arrondissement de Paris.

## Situation
La station est implantée à la limite administrative entre le quartier Saint-Fargeau au nord-est et le quartier du Père-Lachaise au sud-ouest, sous l'avenue Gambetta au droit de la place Paul-Signac, à l'intersection avec la rue Pelleport, la rue Orfila et la rue du Surmelin. Approximativement orientée selon un axe nord-ouest/sud-ouest, elle s'intercale entre les stations Saint-Fargeau et le terminus sud de Gambetta, ce dernier étant précédé d'un raccordement de service avec la ligne 3 via son ancienne boucle de retournement, s'embranchant en talon sur la voie en direction de Porte des Lilas.

## Histoire
La station est ouverte le 27 novembre 1921 avec la mise en service du prolongement de la ligne 3 depuis Gambetta jusqu'à Porte des Lilas.
Elle doit sa dénomination à sa proximité avec la rue Pelleport, laquelle rend hommage au vicomte Pierre de Pelleport (1773-1855), général d'Empire et défenseur du quartier en 1814.
À partir de 1940, sous l'Occupation allemande, le chef-surveillant de la station Lucien Noël met en place un réseau de résistants. Il est arrêté par les Allemands en octobre de l'année suivante et fusillé le 24 janvier 1942 à la forteresse du Mont-Valérien. Une plaque commémorative en son hommage est inaugurée ultérieurement sur le quai de la station en direction de Gambetta.
Le 27 mars 1971, la station est cédée à la ligne 3 bis, dont la création à cette même date résulte du débranchement du tronçon entre Gambetta et Porte des Lilas de la ligne 3 sous la forme d'une navette autonome, afin de prolonger la ligne initiale depuis Gambetta jusqu'à son terminus actuel de Gallieni le 2 avril suivant. Ce remaniement est décidé afin d'irriguer le secteur de la porte de Bagnolet, jusqu'alors insuffisamment desservi par les transports en commun malgré une forte demande, tout en évitant une exploitation en fourche compte tenu du déséquilibre de trafic escompté entre les deux branches.
Dans le cadre du programme « Renouveau du métro » de la RATP, les couloirs de la station et l'éclairage des quais ont été rénovés le 19 mai 2006.

### Fréquentation
Selon les estimations de la RATP, la station a vu entrer 329 597 voyageurs, ce qui la place à la 301e position des stations de métro pour sa fréquentation sur 302,. Cette année-là, il s'agit de la seconde station la moins fréquentée du réseau, devant Église d'Auteuil sur la ligne 10. En 2013, elle supplantait également la station Pré-Saint-Gervais sur la ligne 7 bis, mais demeure dans les deux cas la station à disposition classique la moins empruntée (Église d'Auteuil et Pré-Saint-Gervais étant de simples demi-stations unidirectionnelles). En 2020, avec la crise du Covid-19, son trafic annuel tombe à 178 325 voyageurs, la classant à nouveau au 301e rang mais sur 304,, avant de remonter progressivement avec 229 524 entrants comptabilisés, ce qui la place à la 303e position des stations de métro pour sa fréquentation, toujours sur 304.

## Services aux voyageurs

### Accès
La station dispose d'un unique accès intitulé « Place Paul-Signac », débouchant sur ladite place face à l'avenue Gambetta sous la forme d'un édicule original avec bas reliefs et décoration de faïences, dessiné en 1922 par Charles Plumet, particularité qu'elle ne partage qu'avec les stations Saint-Fargeau et Porte des Lilas sur la même ligne. Du fait de l'importante profondeur des quais, il comporte deux ascenseurs entourés d'une série de sept escaliers fixes.

Accès à la station
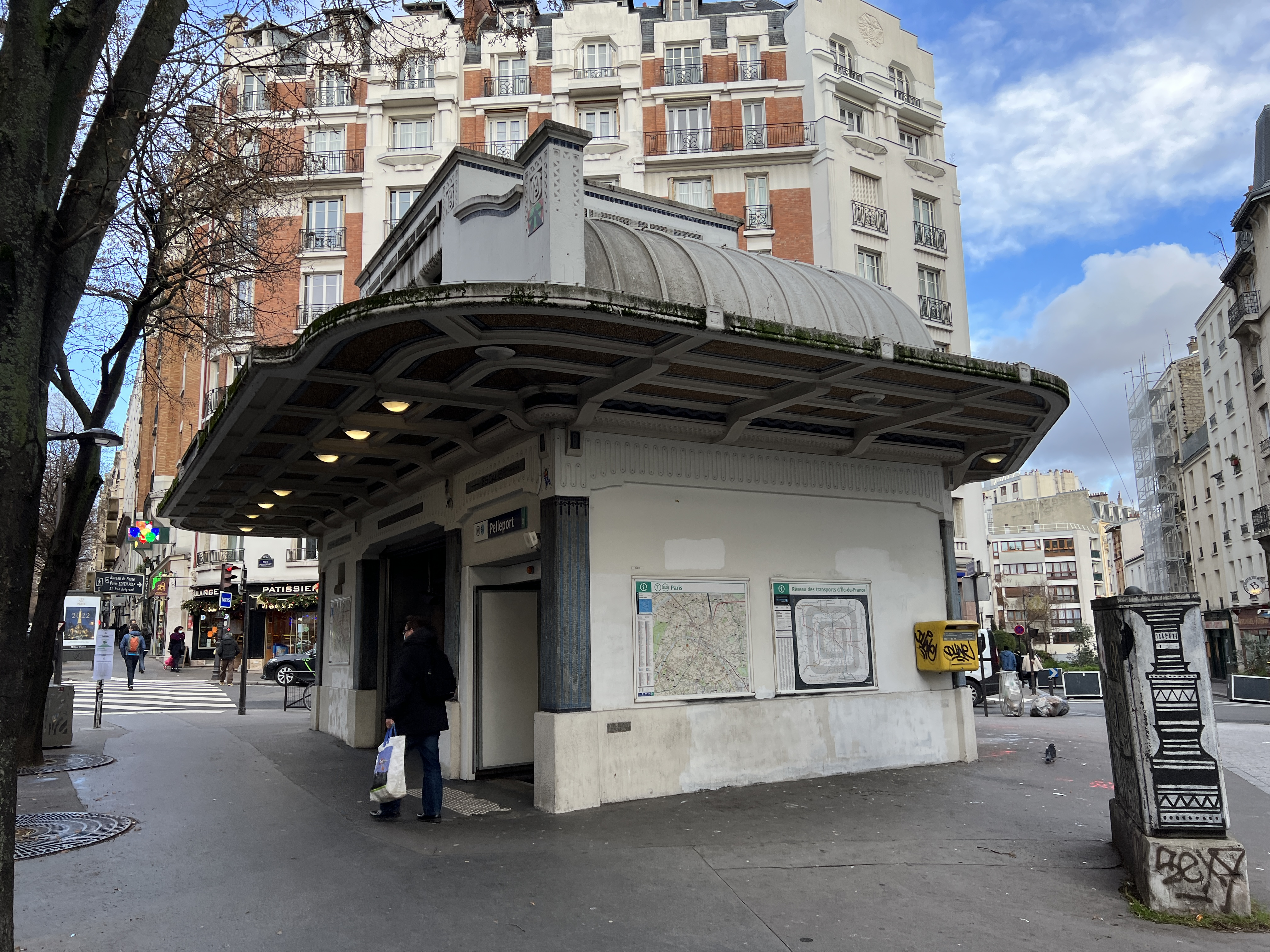
Vue latérale de l'édicule d'accès à la station.
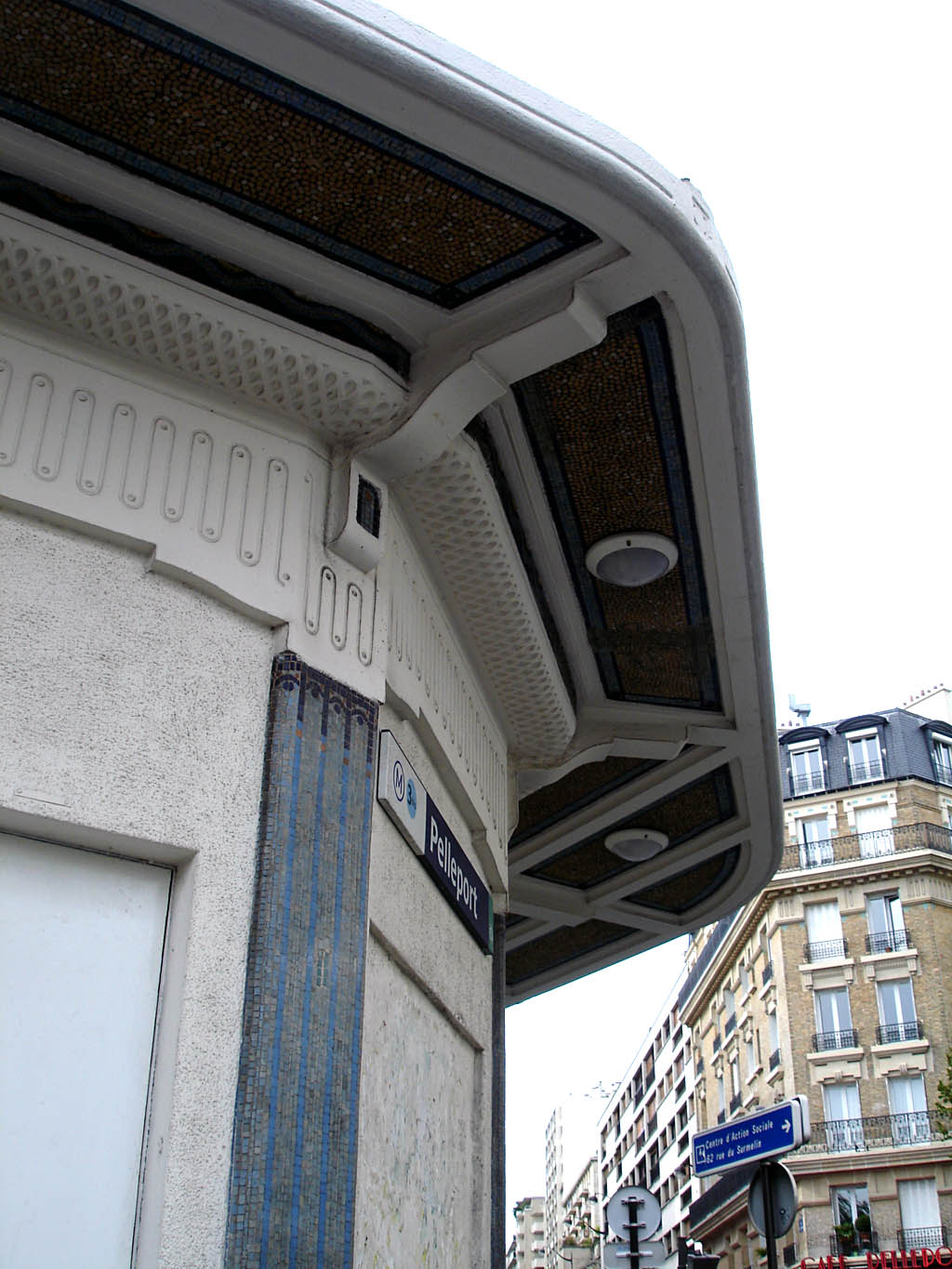
Décoration de l'édicule.
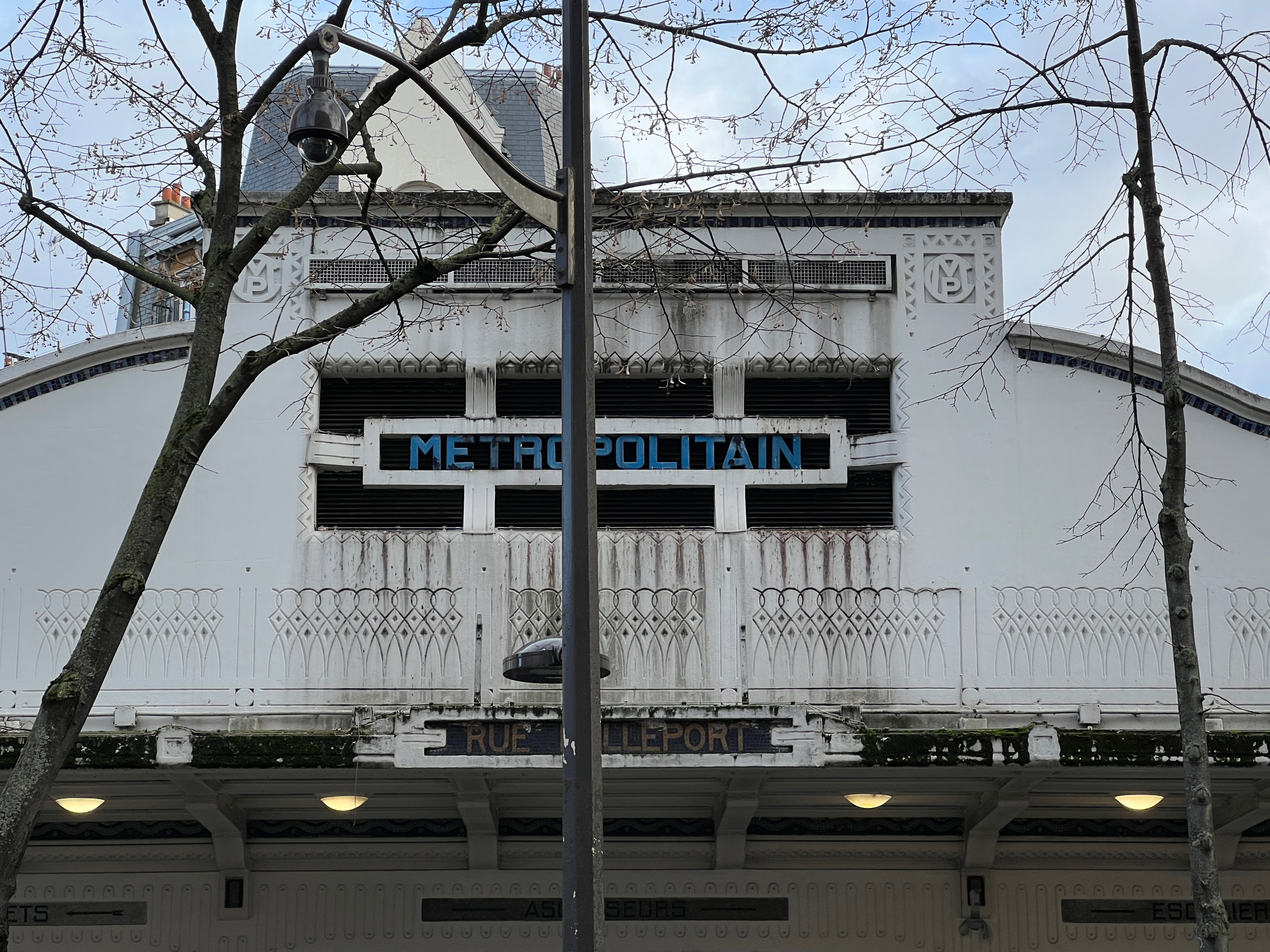
Détail de l'enseigne au fronton de l'édicule.

### Quais
Pelleport est une station de configuration standard pour le métro de Paris : elle possède deux quais, d'une longueur conventionnelle de 75 mètres, séparés par les voies du métro situées au centre et la voûte est elliptique. Cette dernière se distingue cependant par sa hauteur légèrement supérieure à la norme et par sa forme plus élancée, en raison de la profondeur importante des quais (en très légère courbe au sud), liée aux contraintes géologiques du nord-est parisien. Ce profil caractéristique se retrouve aux stations suivantes de la ligne, Saint-Fargeau et Porte des Lilas, ainsi qu'aux stations Pyrénées, Jourdain et Place des Fêtes sur la ligne 11, également enfouies à grande profondeur, ou encore à Pont-Neuf et Châtelet sur la ligne 7.
La décoration est du style utilisé pour la majorité des stations du métro : les bandeaux d'éclairage sont blancs et arrondis dans le style « Gaudin » du renouveau du métro des années 2000, et les carreaux en céramique blancs biseautés recouvrent les pieds-droits, la voûte ainsi que les tympans. Les cadres publicitaires sont en faïence de couleur miel à motifs végétaux et le nom de la station est également incorporé dans la céramique murale, selon le style décoratif d'entre-deux-guerres de la CMP d'origine. Les sièges sont de style « Motte » de couleur jaune.
À l'exception de la teinte des assises, cette décoration est totalement identique à celle de la station voisine, Saint-Fargeau.

Quais de la station
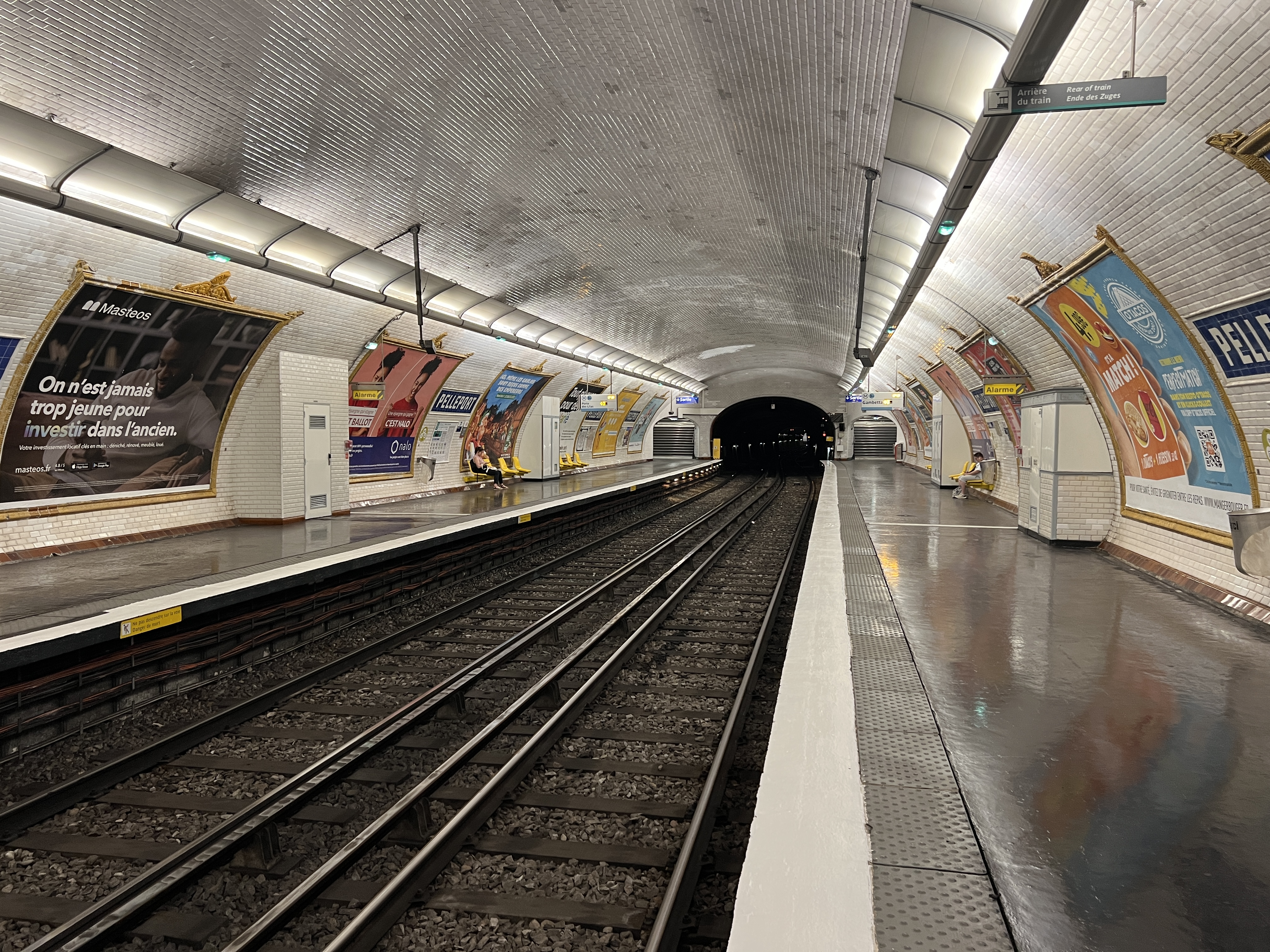
Les quais de la station, vus en direction de Gambetta.
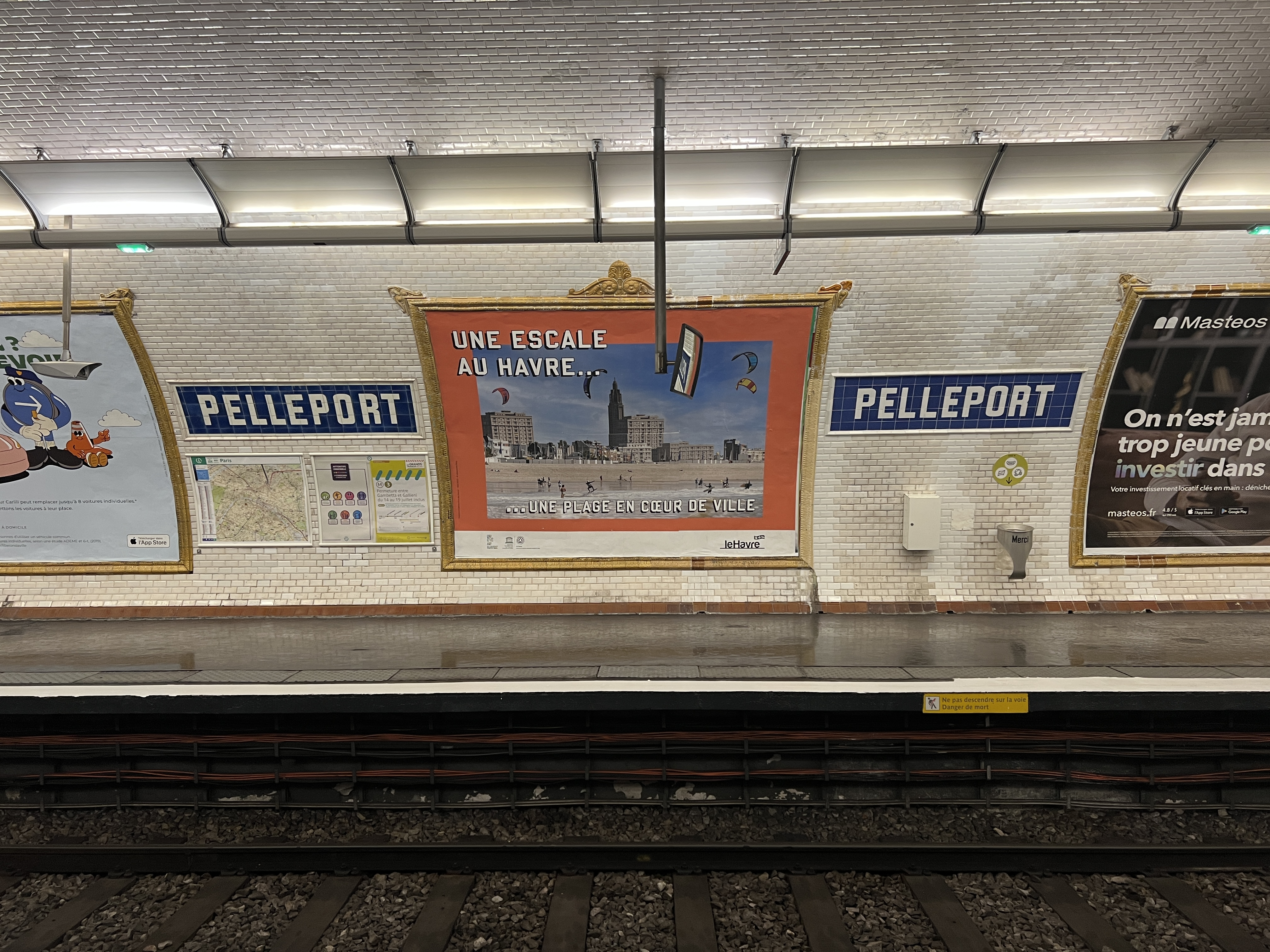
Détail de la décoration des quais en céramique.
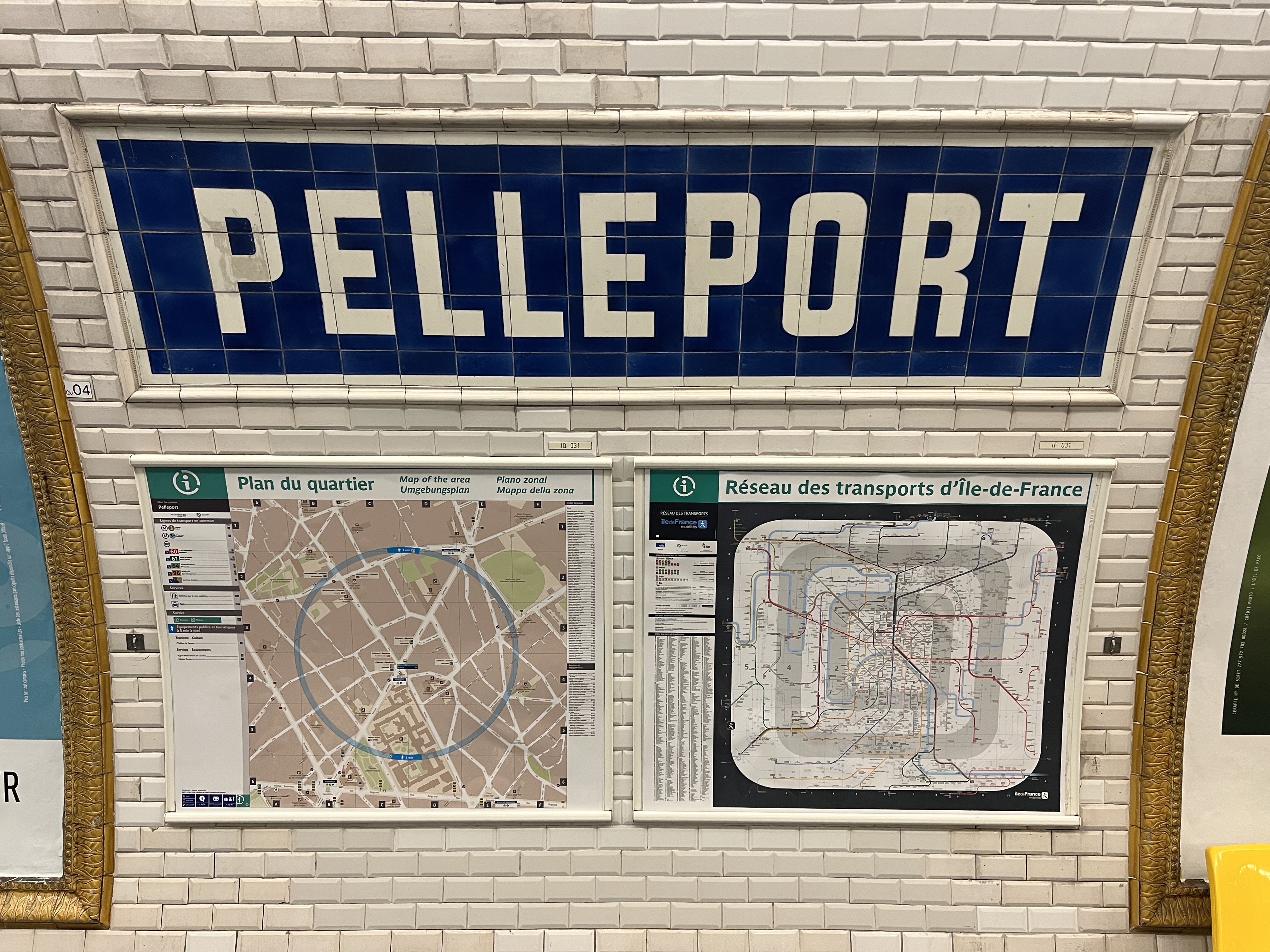
Faïence murale indiquant le nom de la station.

### Intermodalité
La station est desservie par les lignes 60, 61 et 64 du réseau de bus RATP.

## À proximité
- Hôpital Tenon

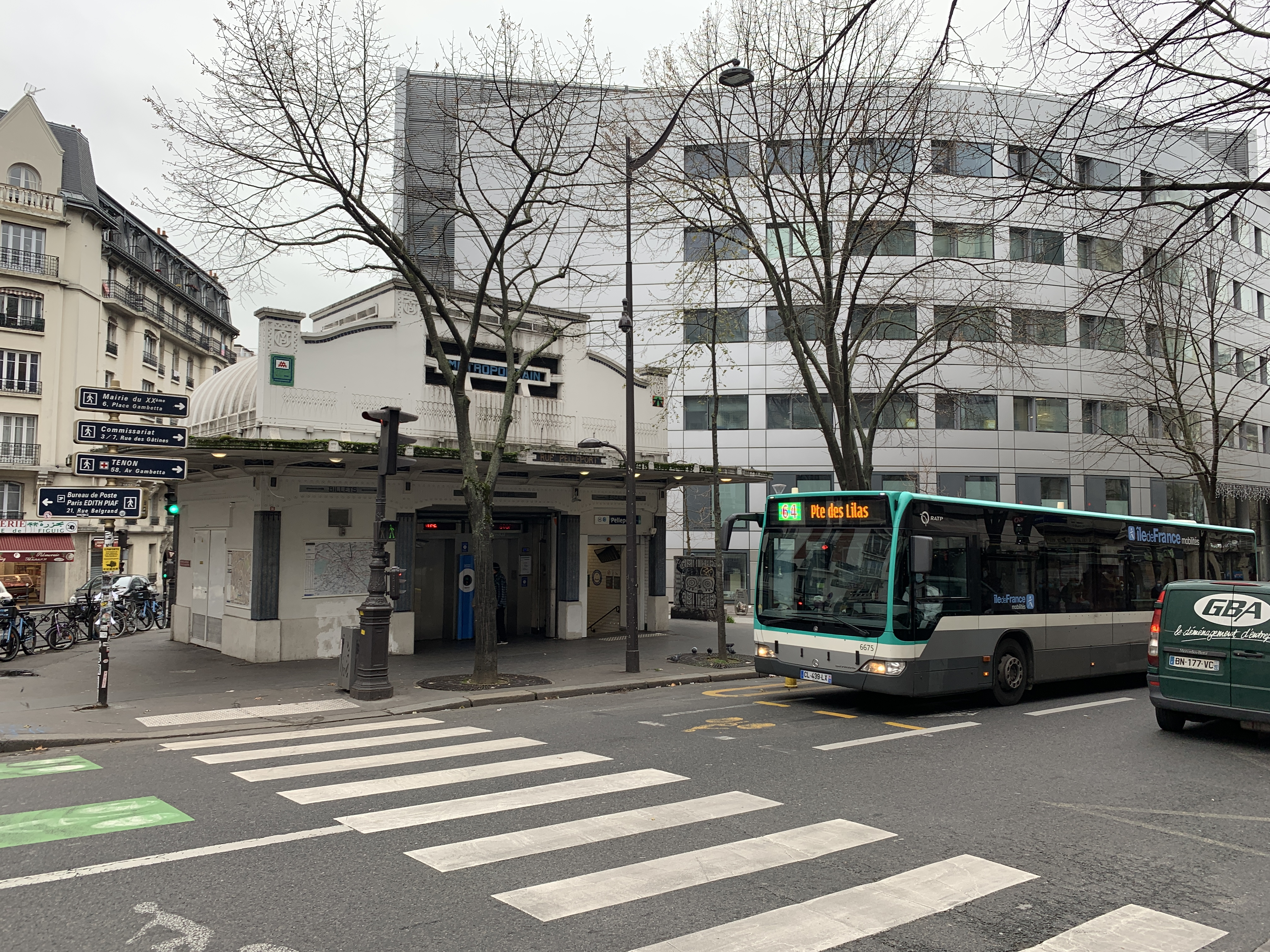
L'hôpital Tenon, derrière l'édicule d'accès à la station.

- Église du Cœur-Eucharistique-de-Jésus
- Église Notre-Dame-de-Lourdes
- Square des Saint-Simoniens
- Jardin Pierre-Seghers
- Théâtre Ouvert (remplaçant l'ancien théâtre Le Tarmac)
- Théâtre des Gémeaux Parisiens (remplaçant l'ancien théâtre de Ménilmontant)
- Pavillon Carré de Baudouin
- Jardin Carré-de-Baudouin

## Filmographie
Un épisode de la série télévisée Un gars, une fille fut tourné à bord d'une rame MF 67 dans la station.